# Linia kolejowa nr 212
Linia kolejowa nr 212 Bytów – Korzybie – jednotorowa, niezelektryfikowana linia kolejowa znaczenia miejscowego w województwie pomorskim. Dawniej linia rozpoczynała się na stacji Lipusz. Aktualnie (2020) jest ona wyłączona z eksploatacji, przy czym na odcinku przekazanym w zarząd miastu Bytów w 2007 roku obowiązująca prędkość wynosi 20 km/h.

## Historia
Odcinek Korzybie – Bytów budowany był dwuetapowo. Pierwszy fragment Korzybie – Barnowo oddany został do użytku 20 listopada 1883 roku, natomiast odcinek Barnowo – Bytów 15 sierpnia 1884 lub 20 listopada 1884 roku. Przez kolejnych kilkanaście lat, do 15 lipca 1901 roku, było to jedyne połączenie kolejowe Bytowa ze światem.
Układ torów w okolicy Korzybia dostosowany był do potrzeb kanclerza Ottona von Bismarcka, który miał majątek w niedalekim Warcinie i korzystał ze stacji w Kępicach. Okoliczne linie kolejowe miały zapewniać wygodny dojazd do Kępic dla wielu interesantów kanclerza. Z tego powodu układ torów na stacji w Korzybiu przyjął dzisiejszy wygląd – zarówno tor w kierunku Słupska (i dalej do Gdańska i Królewca), tor w kierunku Bytowa oraz nieistniejący już tor w kierunku Sławna (i dalej do Berlina) są zorientowane w taki sposób, by zapewnić dogodny dojazd z i do Kępic z tych trzech kierunków.
Analiza map z przełomu XIX i XX wieku wskazuje, iż w tym okresie przebudowano odcinek Dąbrówka Bytowska – Bytów, zmieniono położenie stacji Bytów oraz stworzono z niej stację węzłową. Przez jakiś czas wykorzystywano jeszcze stary dworzec w Bytowie zlokalizowany na obecnej ulicy Stary Dworzec w Bytowie. 15 lipca 1901 roku oddano do użytku ostatni odcinek, Bytów – Lipusz. Dzięki temu powstała droga kolejowa Lipusz – Bytów – Korzybie – Sławno – Darłowo, łącząca Kaszuby oraz Kociewie z portem w Darłowie. Po I wojnie światowej odcinek Bytów – Lipusz został przedzielony granicą polsko – niemiecką. W okresie dwudziestolecia międzywojennego rozebrano jej przygraniczny fragment Lipusz – Róg.
Po ponownym włączeniu do III Rzeszy odcinka Lipusz – Róg odbudowano go. Po II wojnie światowej z uwagi na zniszczenia ruchu pasażerskiego nie wznowiono od razu na odcinku Barnowo – Bytów; w rozkładach jazdy pociągów pasażerskich z 1947 roku przejezdność była znów na całej długości linii. Jednocześnie zmieniono kilometraż linii, który do tej pory był liczony od Korzybia; po II wojnie światowej zaczęto go liczyć od Lipusza.
1 sierpnia 1991 r. zawieszono ruch pociągów osobowych na odcinku Bytów – Korzybie. Przez jakiś czas utrzymywana była kolejowa komunikacja autobusowa, a ostatni rozkład z wykazanymi pociągami obowiązywał do 1992 roku. Do 23 maja 1993 roku istniał ruch pasażerski na odcinku Lipusz – Bytów; jeszcze przez parę lat można tu było spotkać pociągi towarowe. Odcinek Barnowo – Bytów zamknięto dla ruchu 1 maja 1999 roku. Ostatni udokumentowany przejazd całości odcinka odbył się 11 kwietnia 2002 roku – był to pociąg specjalny Szczecinek – Kościerzyna. Podróż odbyła się wagonem motorowym SN61. Po tym przejeździe, jesienią 2003 roku, została rozkradziona część elementów nawierzchnie torowej w okolicy Starkowa (odcinek Zielin Miastecki – Kołczygłówki).
W 2007 roku odcinek Lipusz – Bytów został przekazany przez PKP na rzecz miasta Bytów. Władze samorządowe przekazały z kolei linię w zarząd spółce Pol-Miedź Trans (później jej spółce – córce PMT Linie Kolejowe), która rozpoczęła na niej przewozy towarowe.
W 2011 roku miasto Bytów zgłosiło plan przywrócenia linii dla ruchu pasażerskiego i jej rewitalizacji do obsługi pociągów osobowych poruszających się z prędkością do 80 km/h.
Jesienią 2014 roku PMT Linie Kolejowe, dotychczasowy operator odcinka Lipusz – Bytów, rozwiązał umowę z miastem Bytów na jego utrzymanie. Dotychczasowy – PMT Linie kolejowe – był nim do 31 stycznia 2015 roku, a od 1 lutego jest nim Grupa SKPL.
Odcinek Bytów – Korzybie jest nieprzejezdny. Obecnie zachowaniem na nim istniejącej infrastruktury zajmuje się Słupska Powiatowa Kolej Drezynowa. oraz Klub Turystyki Kolejowej Tendrzak. Władze samorządowe są zainteresowane przejęciem tego odcinka.
W 2014 zrealizowano studium wykonalności modernizacji linii na odcinku Bytów – Lipusz.

## Przewozy
Od 1993 linia ma charakter towarowy.
Od 2008 po linii przejeżdża pociąg specjalny Transcassubia organizowany z okazji dorocznego Zjazdu Kaszubów.
Od 2010 trwają starania władz samorządowych o włączenie odcinka linii kolejowej nr 212 Lipusz – Bytów do systemu połączeń kolejowych obsługiwanych przez projektowaną sieć Pomorskiej Kolei Metropolitalnej.
W 2016 SKPL Cargo uruchomiło sezonowe, pasażerskie, weekendowe połączenia Lipusz – Bytów obsługiwane taborem przewoźnika (spalinową lokomotywą serii 721 i zmodernizowanym w zakładach Tabor Szynowy Opole wagonem 102A).